# 緑色火星人
緑色火星人（りょくしょくかせいじん）は、アメリカの小説家エドガー・ライス・バローズのSF小説『火星のプリンセス』を始めとする「火星シリーズ」に登場する架空の火星人。緑色の肌と六肢、そして奇怪な顔が特徴の巨人で、成人男性の身長は5メートル、成人女性は4メートルに達する。加えて体毛がなく、また火星には哺乳類は2種類しかいない（そのうちの1種類は最高級の人種だという）といい、緑色人が哺乳類でないことを暗に示している。また、同シリーズに登場した最初の火星人でもある。
作中では「火星」を省略し緑色人と書かれていることが多い。ルポフの『バルスーム』116Pでは「火星緑色人」とも書かれている。

## 特徴と生態
緑色人は火星人の中でも珍しい種族であり、他の種族と比較してみる。主な種族は5つあり、5大種族と呼ばれている（緑色火星人、赤色火星人、白色火星人、黒色火星人、黄色火星人の順に登場）。なお他にもグーリ人などの「火星人」が存在しており、衛星のひとつであるサリア（フォボス）にも複数の火星人が住んでいる。

### 5大種族の特徴
5大種族は2つの点から分類ができる。
1つ目は「現生人か古代人か」ということである。第2巻『火星の女神イサス』において「白色人、黒色人、黄色人の3種族は古代種族であり、今では生き残っておらず、これらの混血を経て赤色人が誕生した」旨、ジョン・カーターが説明している。そして、「現在」生き残っているもう1つの種族が緑色人である（ただし、『～イサス』で白色人と黒色人が、第3巻『火星の大元帥カーター』で黄色人が生き残っていることが判明した）。なお、緑色人も古代から生存している（上記カーターの説明による）。
もう1つは、外見上の差異である。（地球の）白人であるジョン・カーターが、赤い顔料を塗ることで赤色人に変装していることから明らかなように、「肌の色以外、地球人と大差ない」外見を持っているのが赤色人、白色人、黒色人、黄色人の4大種族である（これらは同一の種であり哺乳類と示唆されている。これに対し、定義文で説明したような外見の緑色人は、どう見ても地球人には見えない。
顔については、完全に地球人とかけ離れている。まず口から大きな牙が生え、それは下から上に向かって湾曲して伸びており、地球人でいう目の位置にまで達している。目は、地球人では耳に当たる部分から「つき出でて」おり、左右別々に動かせる（ルポフは「カタツムリの目のように肉茎によって支えられている」と考察している）。耳は目より上についていて3センチほど頭部から出ており、アンテナかコップのようである。鼻は「縦に切れ目が入っている」という代物で、顔の中央、耳と口の中間位置に空いている。前述の通り体毛がないため、頭髪に当たるものもない。
ただし、赤色人も卵生であり、その生理機能は地球人と全く同じではない。とはいえ、カーターはデジャー・ソリスとの間に一男一女を設けており、混血は可能なようである（しかし、カーターは「当たり前の地球人」ではない）。卵は出産直後は鶏卵ぐらいの大きさだが、その後も成長を続け、5年で孵化する。なお、緑色人も卵生である。また、火星人は長命で、40歳ぐらいで成年に達し、1000年程度は生きているといわれ、またその頃までは老衰の徴候が見られない。加えてテレパシーを有しており、乗馬の際の意思疎通などにも使用していたが、やがてこの描写は薄れてしまう。
なお、『火星の女神イサス』では、赤、白、緑の混血児が登場するシーンがある。

### 緑色人の生態
ジョン・カーターが最初に出会ったサーク族の生態に従って説明する。主要な人物はタルス・タルカスとソラである。タルス・タルカスは勇猛な戦士で、カーターの無二の親友となり、サーク族の皇帝となった。ソラはカーターの養育係の女性であり、タルス・タルカスの娘。サークのライバルとなる部族はワフーン族である。緑色人は基本的に騎馬民族であり、遊牧民的な傾向も持ち合わせているが、定住するための都市も持っている（ただし廃墟の再利用である）。
卵生であり、生まれた時でも身長は1メートルから1.3メートルもある。肌は淡い黄緑色で、成長すると濃くなりオリーブグリーンとなる。男の方がより濃い。
親子関係は希薄である。赤色人は自らの手元に卵を置いて我が子の孵化を待っているようだが（少なくともデジャー・ソリスはそうしたし、彼女の住むヘリウムでは親子関係が明確である。カントス・カンの息子としてジョール・カントスが登場するように）、緑色人は卵を施設に集めておき、孵化する頃合いを見計らって来訪、子供の中から無作為に養子を選ぶ、というシステムを採用している。従って実の親子と知っている者は例外的である（カーターの「養母」役となったソラはこの例外の方であり、隠れて実母に育てられ、実父がタルス・タルカスだと知らされていた）。無論、この孵化施設の所在は秘匿されており、敵の部族や野生生物に発見され襲撃されると部族の存亡に関わる関わる一大事となる。もちろん、敵対部族の孵化施設を襲うのは、非常に有効な手段となる。なお、孵化には個人差があるので、早く生まれすぎると同族の迎えが来る前に餓死する羽目に陥る。一方、遅く生まれた方も生き延びる可能性は少ない。これを繰り返すことで孵化期の均一化を図っており、効率優先の面がうかがえる。
子供は養母の元で育てられ、男子は戦士として教育される。その中には剣技や銃の扱いはもちろん、8本足（4対）の馬（ソート）を乗りこなすことも含まれる。概して緑色人はテレパシーと腕力で馬にいうことを聞かせる傾向があり、サーク族でも虐待が常態化していたが、カーターにより「愛情を注ぐ」という方法を学んでいく。なおソートにも体毛はない。
銃に関しては長距離射撃の可能なライフルを所持しており、飛行船を撃墜することもあった（この時、捕虜になったのがデジャー・ソリスである）。
部族は互いに敵対しており、また赤色人への攻撃も日常的に行われている。好戦的な部族であるが、赤色人もたいてい戦争をしているか、決闘を楽しんでおり、火星人の傾向としては大差ないといえる。
女性は医術に優れており、彼女たちの秘術の冴えは、カーターの見たところ「死人も同然」の人物が「生き返った」ようである、と感嘆している。
ユーモアのセンスが著しく地球人と異なっており、笑うのは相手を殺す時だけである。

#### ケンタウロス形態
ジョン・カーターが緑色人と出会った初期に説明している、長距離移動用のスタイルである。4つ足になるため、ルポフはケンタウロス型と呼んでいる。緑色人の六肢は、上から腕、腕と足の兼用、足、という機能を有している。日本では火星シリーズの表紙や挿絵を描いた武部本一郎により「4本腕」のイラストが有名であり、また「2本の右手」、「2本の左腕」と訳文にもあるように、あたかも4本腕であるかのようなイメージがついているが、実際はアメリカでの初出時のイラストが正解である（『火星のプリンセス』裏表紙、『バルスーム』15頁に収録されている）。このケンタウロス型は長距離移動に使われる、と紹介されているが、それはこの時の説明だけであり、実際は長距離移動はソート（火星馬）を利用することが多い。
背骨がほぼ直角に曲がることになる上、その際に固定機能が必要性になるが、カーターは（そしてバローズは）何も説明していない。ルポフはこれを考察しており、さらに「ソートを好む、というのはバローズの筆が滑ったのではないか?」と述べている。緑色で六肢という特徴はある種の昆虫に近い。
なお、第9巻『火星の合成人間』では「4本腕」と書かれているが、これは動物園に収容されている1体のみをさしており、登場シーンは1行未満である。また、緑色人が登場しなくなって久しい時点での描写である。

## 緑色人に関係する設定・描写

### 火星の生物
火星の生物は、哺乳類は2種類しかおらす（そのうちのひとつは赤色人と見られている）、六肢以上の多肢であることが特徴である。緑色人以外での主な多肢生物は以下の通り。
アルシオ
ねずみ。6本足（『火星の巨人ジョーグ』のみ3本足）。性格は狂暴で、大きさはテリアぐらい。
多分に嫌われもので、他人を罵る場合「卑劣漢！（アルシオ！）」などということもある。
キャロット
犬。10本足（5対）であり、番犬として飼われているものもいる。肩高1メートル程度。
ジョン・カーターの見張りとしてつけられたキャロットはウーラという名前であり、監視委役と警護を兼ねていた。戦闘力と忠誠心は高く、獰猛な大白猿にも恐れず向かっていった。
ジデイダール
象、ないしはマンモスあるいはマストドンに匹敵する。大量輸送を目的として緑色人が用いている。
ソート
馬。8本足（4対）。肩高3メートル程度。
大白猿
緑色人同様の六肢を持つ大型類人猿。野生種であり、獰猛で、火星人にとっての脅威となっている。
バンス
ライオンに当たる猛獣。足は10本。
以上の類型は、バローズの他の作品であるターザン・シリーズやペルシダー・シリーズなどでも共通しているパターンである。すなわち、犬や馬は頼もしい相棒であり友。ライオンは猛獣の王として脅威となる。象は犬や馬に類した価値を持ち、戦闘力は絶大。類人猿は一般人にとっては恐るべき敵であり、群れで行動することもある。そして、ねずみは軽蔑すべき存在。とはいえ、バンスやキャロットも罵倒する際に使用されている。

### 生命の木
火星における生命の起源に該当する伝説。この木から成った実に、16本の足を持つ毛虫、植物人間、大白猿の先祖、そして黒色原人が生まれた。それらが火星中に散り、混血を繰り返して今の生物の祖先となった、という。火星人の祖先が黒色原人であったことを、黒色人たちは誇りにしている。その純血を守った子孫が、現在の黒色人である、とも。

## 備考
以上のように火星シリーズを代表する種族であり火星生物の典型でもあるが、赤色人の登場以後、その影は薄れ、初期3部作と、そのエピローグに当たる第4巻『火星の幻兵団』以降では、タルス・タルカス以外に目立つ人物はほぼ登場せず、また彼自身も3部作以外では『火星の巨人ジョーグ』ぐらいしか活躍の場がない。娘のソラに関しては、第2巻『火星の女神イサス』で5頁ほど再登場した後、実質的にフェードアウトしている。
なお、第9巻『火星の合成人間』では動物園に1体が収容され「4本腕」と説明されているが、「その他大勢」の動物の1体として1行に満たない出番に過ぎない。第7巻『火星の秘密兵器』では、ヒロインのタヴィアが緑色人の捕虜として登場するものの、緑色人自体は「背景」程度に登場しているだけである。
これらの傾向について、ルポフは「真の人間である赤色人に興味が移った」と推測している。